# Compaq Portable

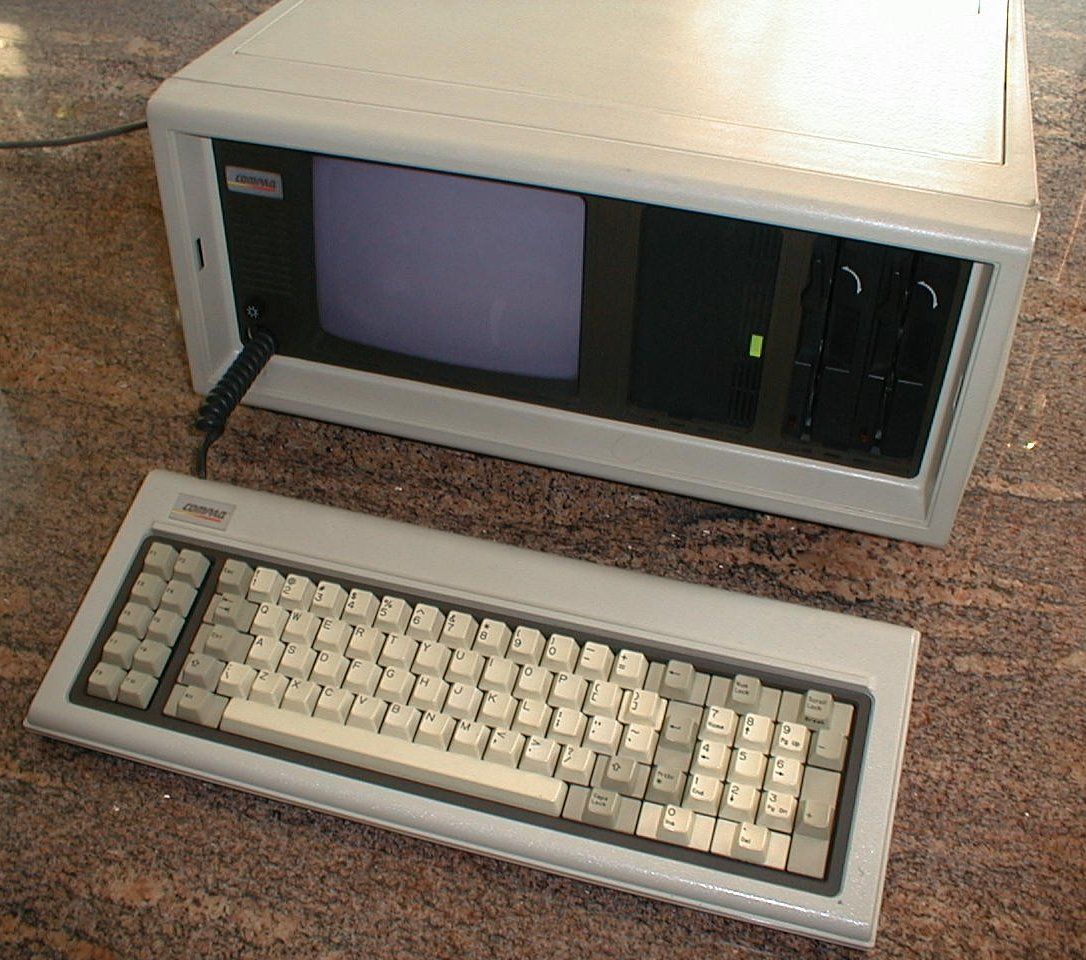
Compaq Portable

Compaq Portable（コンパック・ポータブル）は、最初のIBM PC互換機のひとつであり、その中でも世界初の持ち運び可能なパーソナルコンピュータである。
コンパック社が1983年にリリースしたもので、社名の由来は "Compatibility and Quality"（互換性と品質）だが、「コンパクトなコンピュータ」という説もある。
1982年11月に発表され、1983年3月に発売された持ち運び可能なスーツケースサイズのコンピュータであり、ラップトップパソコンの直接の先祖である。その系統をさかのぼれば、MS-DOSベースでありながらIBM互換でなかったHyperion 3032やCP/MベースのOsborne 1がある。
Compaq Portable は重量 12.5kgで、キーボードを格納すれば持ち運び可能なミシンのような大きさになった。初年に53,000台が販売され、コンパック社は設立後3年間の会社の売り上げで、アメリカでの記録を打ち立てた。
Compaq Portable の基本ハードウェアはIBM PC/XTと同じであるが、BIOSだけはコンパック独自のものが組み込まれていた。
メモリは128Kバイト(640Kバイトまで拡張可能)を搭載し、二つの5.25インチフロッピーディスクドライブと9インチのグリーンモニターを内蔵していた。
また、CGA互換のディスプレイカードも内蔵しており、外部のモニターに接続してカラーで表計算ソフトのグラフィック表示ができた。当時、表計算ソフトでグラフをカラー表示できるかどうかがコンピュータのセールスを大きく左右していたと言われる。
コンパックが成功したのは、IBMが一般に手に入る部品でPCを作ったことが根本の原因である。そして、同時にマイクロソフト社がIBM以外にMS-DOSをライセンス販売したことも一因である。ひとつだけコピーする必要があったのはBIOSだけであった。コンパックはそれに関しても法律を守り、100万ドルをかけてクリーンルーム設計のリバースエンジニアリングで機能を再現した。
しかし、他社も互換機市場に参入してくるのに時間はかからなかった。もっとも、コンパックが実現したほとんど完全な互換性(95%の互換性と言われている)を他社が達成できるのはフェニックス・テクノロジーズ社などが同様にクリーンルーム設計のリバースエンジニアリングによって作ったBIOSをリリースしてからである。